# Lijst van voetbalinterlands Bahrein - Oman
Deze lijst van voetbalinterlands is een overzicht van alle officiële voetbalwedstrijden tussen de nationale teams van Bahrein en Oman. De landen hebben tot op heden 41 keer tegen elkaar gespeeld. De eerste ontmoeting, een wedstrijd tijdens de Golf Cup of Nations 1974, werd gespeeld in Koeweit op 16 maart 1974. Het laatste duel, de finale van de Golf Cup of Nations 2024, vond plaats op 4 januari 2025 in Koeweit.

## Wedstrijden
| №  | Plaats    | Datum             | Competitie                        | Wedstrijd      | Uitslag |
| -- | --------- | ----------------- | --------------------------------- | -------------- | ------- |
| 1  | Koeweit   | 16 maart 1974     | Golf Cup of Nations 1974          | Bahrein − Oman | 4 − 0   |
| 2  | Doha      | 2 april 1976      | Golf Cup of Nations 1976          | Bahrein − Oman | 1 − 0   |
| 3  | Bagdad    | 29 maart 1979     | Golf Cup of Nations 1979          | Bahrein − Oman | 3 − 1   |
| 4  | Abu Dhabi | 25 maart 1982     | Golf Cup of Nations 1982          | Bahrein − Oman | 4 − 1   |
| 5  | Muscat    | 9 maart 1984      | Golf Cup of Nations 1984          | Oman − Bahrein | 0 − 1   |
| 6  | Riffa     | 2 april 1986      | Golf Cup of Nations 1986          | Oman − Bahrein | 0 − 0   |
| 7  | Muscat    | 24 augustus 1986  | Vriendschappelijk                 | Oman − Bahrein | 1 − 0   |
| 8  | Muscat    | 26 augustus 1986  | Vriendschappelijk                 | Oman − Bahrein | 1 − 2   |
| 9  | Riyad     | 7 maart 1988      | Golf Cup of Nations 1988          | Oman − Bahrein | 0 − 2   |
| 10 | Koeweit   | 1 maart 1990      | Golf Cup of Nations 1990          | Bahrein − Oman | 0 − 0   |
| 11 | Doha      | 7 december 1992   | Golf Cup of Nations 1992          | Bahrein − Oman | 3 − 0   |
| 12 | Abu Dhabi | 7 november 1994   | Golf Cup of Nations 1994          | Bahrein − Oman | 1 − 1   |
| 13 | Muscat    | 3 juni 1996       | Vriendschappelijk                 | Oman − Bahrein | 3 − 0   |
| 14 | Muscat    | 28 oktober 1996   | Golf Cup of Nations 1996          | Oman − Bahrein | 1 − 1   |
| 15 | Muharraq  | 6 maart 1997      | Vriendschappelijk                 | Bahrein − Oman | 1 − 0   |
| 16 | Riffa     | 12 november 1998  | Golf Cup of Nations 1998          | Bahrein − Oman | 2 − 2   |
| 17 | Muscat    | 21 november 2000  | Vriendschappelijk                 | Oman − Bahrein | 2 − 1   |
| 18 | Riffa     | 16 april 2001     | Vriendschappelijk                 | Bahrein − Oman | 0 − 1   |
| 19 | Riffa     | 13 december 2001  | Vriendschappelijk                 | Bahrein − Oman | 2 − 2   |
| 20 | Riyad     | 28 januari 2002   | Golf Cup of Nations 2002          | Bahrein − Oman | 1 − 1   |
| 21 | Muscat    | 10 september 2003 | Vriendschappelijk                 | Oman − Bahrein | 1 − 0   |
| 22 | Koeweit   | 3 januari 2004    | Golf Cup of Nations 2003          | Oman − Bahrein | 0 − 1   |
| 23 | Doha      | 20 december 2004  | Golf Cup of Nations 2004          | Oman − Bahrein | 3 − 2   |
| 24 | Muscat    | 8 november 2006   | Vriendschappelijk                 | Oman − Bahrein | 1 − 1   |
| 25 | Abu Dhabi | 27 januari 2007   | Golf Cup of Nations 2007          | Oman − Bahrein | 1 − 0   |
| 26 | Muscat    | 6 februari 2008   | WK 2010 kwalificatie              | Oman − Bahrein | 0 − 1   |
| 27 | Riffa     | 14 juni 2008      | WK 2010 kwalificatie              | Bahrein − Oman | 1 − 1   |
| 28 | Muscat    | 10 januari 2009   | Golf Cup of Nations 2009          | Oman − Bahrein | 2 − 0   |
| 29 | Amman     | 26 september 2010 | West-Aziatisch kampioenschap 2010 | Bahrein − Oman | 2 − 0   |
| 30 | Aden      | 23 november 2010  | Golf Cup of Nations 2010          | Oman − Bahrein | 1 − 1   |
| 31 | Dubai     | 10 augustus 2011  | Vriendschappelijk                 | Oman − Bahrein | 1 − 1   |
| 32 | Farwaniya | 20 december 2012  | West-Aziatisch kampioenschap 2012 | Oman − Bahrein | 1 − 0   |
| 33 | Riffa     | 5 januari 2013    | Golf Cup of Nations 2013          | Bahrein − Oman | 0 − 0   |
| 34 | Doha      | 25 december 2013  | Vriendschappelijk                 | Oman − Bahrein | 0 − 0   |
| 35 | Muscat    | 11 oktober 2016   | Vriendschappelijk                 | Oman − Bahrein | 2 − 2   |
| 36 | Koeweit   | 2 januari 2018    | Golf Cup of Nations 2017          | Oman − Bahrein | 1 − 0   |
| 37 | Muscat    | 19 november 2018  | Vriendschappelijk                 | Oman − Bahrein | 2 − 1   |
| 38 | Doha      | 27 november 2019  | Golf Cup of Nations 2019          | Oman − Bahrein | 0 − 0   |
| 39 | Ar Rayyan | 6 december 2021   | FIFA Arab Cup 2021                | Oman − Bahrein | 3 − 0   |
| 40 | Basra     | 16 januari 2023   | Golf Cup of Nations 2023          | Bahrein − Oman | 0 − 1   |
| 41 | Koeweit   | 4 januari 2025    | Golf Cup of Nations 2024          | Oman − Bahrein | 1 − 2   |

## Samenvatting
| Competitie                   | Totaal gespeeld | Winst Bahrein | Gelijk | Winst Oman | Doelsaldo Bahrein – Oman |
| ---------------------------- | --------------- | ------------- | ------ | ---------- | ------------------------ |
| WK-kwalificatie              | 2               | 1             | 1      | 0          | 2 − 1                    |
| FIFA Arab Cup                | 1               | 0             | 0      | 1          | 0 − 3                    |
| Golf Cup of Nations          | 22              | 9             | 9      | 4          | 30 − 16                  |
| West-Aziatisch kampioenschap | 2               | 1             | 0      | 1          | 2 − 1                    |
| Vriendschappelijk            | 13              | 1             | 5      | 7          | 10 − 18                  |
| Totaal                       | 41              | 13            | 15     | 13         | 44 − 39                  |

Wedstrijden bepaald door strafschoppen worden, in lijn met de FIFA, als een gelijkspel gerekend.
BFA · A-internationals · Bondscoaches · Statistieken · Bahreins vrouwenelftal · Bahrein U21 · Bahrein U20 · Bahrein U19 · Bahrein U18 · Bahrein U17
1966 – 1979 · 
1980 – 1989 · 
1990 – 1999 · 
2000 – 2009 · 
2010 – 2019 ·
2020 − 2029
Asian Cup 2004 · 
Asian Cup 2007 · 
Asian Cup 2011
1966 · 
1967 · 1968 · 1969 · 
1970 · 
1971 · 
1972 · 
1973 · 
1974 · 
1975 · 
1976 · 
1977 · 
1978 · 
1979 · 
1980 · 
1981 · 
1982 · 
1983 · 
1984 · 
1985 · 
1986 · 
1987 · 
1988 · 
1989 · 
1990 · 
1991 · 
1992 · 
1993 · 
1994 · 
1995 · 
1996 · 
1997 · 
1998 · 
1999 · 
2000 · 
2001 · 
2002 · 
2003 · 
2004 · 
2005 · 
2006 · 
2007 · 
2008 · 
2009 · 
2010 · 
2011 · 
2012 ·
2013 ·
2014 ·
2015 ·
2016 ·
2017 ·
2018 ·
2019 ·
2020 ·
2021 ·
2022 ·
2023 ·
2024
Albanië ·
Algerije ·
Angola ·
Australië ·
Azerbeidzjan ·
Bangladesh ·
Bosnië en Herzegovina ·
Bukina Faso ·
Burundi ·
Cambodja ·
Canada ·
China ·
Colombia ·
Congo-Kinshasa ·
Curaçao ·
Egypte ·
Filipijnen ·
Finland ·
Guinee ·
Haïti ·
Hongkong ·
IJsland ·
India ·
Indonesië ·
Irak ·
Iran ·
Japan ·
Jemen ·
Jordanië ·
Kaapverdië ·
Kazachstan ·
Kenia ·
Kirgizië ·
Koeweit ·
Letland ·
Libanon ·
Libië ·
Malediven ·
Maleisië ·
Marokko ·
Mauritanië ·
Myanmar ·
Nepal ·
Nieuw-Zeeland ·
Noord-Korea ·
Noord-Macedonië ·
Noorwegen ·
Oeganda ·
Oekraïne ·
Oezbekistan ·
Oman ·
Pakistan ·
Palestina ·
Panama ·
Paraguay ·
Qatar ·
Saoedi-Arabië ·
Servië ·
Singapore ·
Soedan ·
Sri Lanka ·
Syrië ·
Tadzjikistan ·
Taiwan ·
Thailand ·
Togo ·
Trinidad en Tobago ·
Tsjaad ·
Tunesië ·
Turkmenistan ·
Verenigde Arabische Emiraten ·
Vietnam ·
Wit-Rusland ·
Zimbabwe ·
Zuid-Jemen ·
Zuid-Korea ·
Zweden
OFA · A-internationals · Bondscoaches · Statistieken · Olympisch elftal · Oman U21 · Oman U20 · Oman U19 · Oman U18 · Oman U17
1970 – 1979 · 
1980 – 1989 · 
1990 – 1999 · 
2000 – 2009 · 
2010 – 2019 ·
2020 − 2029
1974 · 
1975 · 
1976 · 
1977 · 
1978 · 
1979 · 
1980 · 
1981 · 
1982 · 
1983 · 
1984 · 
1985 · 
1986 · 
1987 · 
1988 · 
1989 · 
1990 · 
1991 · 
1992 · 
1993 · 
1994 · 
1995 · 
1996 · 
1997 · 
1998 · 
1999 · 
2000 · 
2001 · 
2002 · 
2003 · 
2004 · 
2005 · 
2006 · 
2007 · 
2008 · 
2009 · 
2010 · 
2011 · 
2012 · 
2013 · 
2014 ·
2015 ·
2016 ·
2017 ·
2018 ·
2019 ·
2020 ·
2021 ·
2022 ·
2023
Afghanistan ·
Algerije ·
Australië ·
Azerbeidzjan ·
Bahrein ·
Bangladesh ·
Benin ·
Bhutan ·
Bosnië en Herzegovina ·
Brazilië ·
Bulgarije ·
Burkina Faso ·
Chili ·
China ·
Congo-Kinshasa ·
Costa Rica ·
Duitsland ·
Ecuador ·
Egypte ·
Estland ·
Filipijnen ·
Finland ·
Gabon ·
Guam ·
Haïti ·
Hongkong ·
Ierland ·
India ·
Indonesië ·
Irak ·
Iran ·
Japan ·
Jemen ·
Jordanië ·
Kazachstan ·
Kenia ·
Kirgizië ·
Koeweit ·
Kosovo ·
Laos ·
Letland ·
Libanon ·
Liberia ·
Libië ·
Macau ·
Malediven ·
Maleisië ·
Mali ·
Marokko ·
Mauritanië ·
Mozambique ·
Myanmar ·
Nepal ·
Nieuw-Zeeland ·
Noord-Korea ·
Noord-Macedonië ·
Noorwegen ·
Oezbekistan ·
Pakistan ·
Palestina ·
Paraguay ·
Qatar ·
Saoedi-Arabië ·
Senegal ·
Singapore ·
Slovenië ·
Soedan ·
Somalië ·
Sri Lanka ·
Syrië ·
Tadzjikistan ·
Taiwan ·
Thailand ·
Togo ·
Tunesië ·
Turkmenistan ·
Uruguay ·
Verenigde Arabische Emiraten ·
Verenigde Staten ·
Vietnam ·
Wit-Rusland ·
Zambia ·
Zimbabwe ·
Zuid-Korea ·
Zweden ·
Zwitserland